# Alex Valdés
Alex Joel Valdés Voissin (Chile; 8 de agosto de 2002) es un futbolista chileno. Juega de delantero y su equipo actual es Cobreloa de la Primera B de Chile.

## Trayectoria
Valdés comenzó su carrera en el Santiago Morning de la Primera B. Disputó 18 encuentros en su primera temporada de 2022.
El 20 de enero de 2023, Valdés se incorporó al Ñublense de la Primera División, como intercambio por los préstamos de Matías Coronado y Maximiliano Torrealba al elenco de Morning. En su debut en primera, el 27 de enero, el delantero anotó el primer gol en la victoria por 3-2 ante Magallanes.
El 5 de enero de 2025, Valdés se uniría en calidad de préstamo a Cobreloa de la Primera B. En su primer partido en Cobreloa en Copa Chile, el 28 de enero, anoto su primer gol en el empate 1-1 ante Deportes Copiapó

## Estadísticas
| Club                     | Div.          | Temporada     | Liga  | Liga  | Copas nacionales | Copas nacionales | Torneos internacionales | Torneos internacionales | Total | Total |
| Club                     | Div.          | Temporada     | Part. | Goles | Part.            | Goles            | Part.                   | Goles                   | Part. | Goles |
| ------------------------ | ------------- | ------------- | ----- | ----- | ---------------- | ---------------- | ----------------------- | ----------------------- | ----- | ----- |
| Santiago Morning · Chile | 2.ª           | 2022          | 18    | 0     | 5                | 1                | —                       | —                       | 23    | 1     |
| Santiago Morning · Chile | Total club    | Total club    | 18    | 0     | 5                | 1                | 0                       | 0                       | 23    | 1     |
| Ñublense · Chile         | 1.ª           | 2023          | 22    | 3     | 1                | 0                | 6                       | 0                       | 29    | 3     |
| Ñublense · Chile         | 1.ª           | 2024          | 11    | 0     | 4                | 0                | —                       | —                       | 15    | 0     |
| Ñublense · Chile         | Total club    | Total club    | 33    | 3     | 5                | 0                | 6                       | 0                       | 44    | 3     |
| Cobreloa · Chile         | 2.ª           | 2025          | 10    | 1     | 7                | 1                | —                       | —                       | 17    | 1     |
| Cobreloa · Chile         | Total club    | Total club    | 10    | 1     | 8                | 1                | 0                       | 0                       | 18    | 2     |
| Total carrera            | Total carrera | Total carrera | 61    | 4     | 18               | 1                | 6                       | 0                       | 85    | 6     |
| 1. 2.                    |               |               |       |       |                  |                  |                         |                         |       |       |